# 広島県道214号神辺停車場線
広島県道214号神辺停車場線（ひろしまけんどう214ごう かんなべていしゃじょうせん）は、広島県福山市を通る一般県道である。

## 概要
JR西日本福塩線・井原鉄道井原線神辺駅から国道313号・広島県道390号三谷神辺線神辺駅入口交差点に至る。

### 路線データ
広島県告示第682号に基づく起終点および重要な経過地は次のとおり。
- 起点：広島県福山市神辺町大字川南（深安郡神辺町神辺停車場[1]：JR西日本福塩線・井原鉄道井原線 神辺駅前）
- 終点：広島県福山市神辺町大字川南（深安郡神辺町一般国道313号交点[1]：神辺駅入口交差点、国道313号交点、広島県道390号三谷神辺線終点）
- 重要な経過地：なし[1]
- 実延長：0.085 km[注釈 1][1]
- 面積：1,532 m2[注釈 1][1]

## 歴史
はじまりは、明治期から大正期の郡制時代に「深安郡川南村國道ヨリ分岐両備鐵道神邊停車場」として、国道山陽道（現在の国道2号の前身路線）と両備鉄道（現在のJR西日本福塩線）神辺駅を結ぶ深安郡道神邊停車場線として郡道に認定されていた路線が原形。

### 年表
- 1960年（昭和35年）10月10日 - 広島県告示第682号により一般県道神辺停車場線（85号）として認定[1]。
- 1967年（昭和42年）4月1日 - 経営不振や国鉄井原線（現在の井原鉄道井原線）建設により、井笠鉄道神辺線が廃止。神辺駅に乗り入れる鉄道が国鉄（当時）福塩線のみとなる。
- 1972年（昭和47年）11月1日 - 都道府県道標識導入による広島県の県道番号再編により、県道番号が現行のものに移行。
- 1979年（昭和54年）3月15日 - 国鉄井原線乗り入れ準備や駅西側の川南地区の土地区画整理実施に伴い、神辺駅が国鉄福塩線の駅としては初の橋上駅化[注釈 2]。
- 1999年（平成11年）1月11日 - 井原鉄道井原線が開業。神辺駅乗り入れ路線となる[注釈 3]。
- 2006年（平成18年）3月1日 - 深安郡神辺町が福山市に編入。

## 路線状況
起点側に転回広場を設けた上下2車線道路となっている。

### 通称
- （神辺駅東口）駅前通り

## 地理

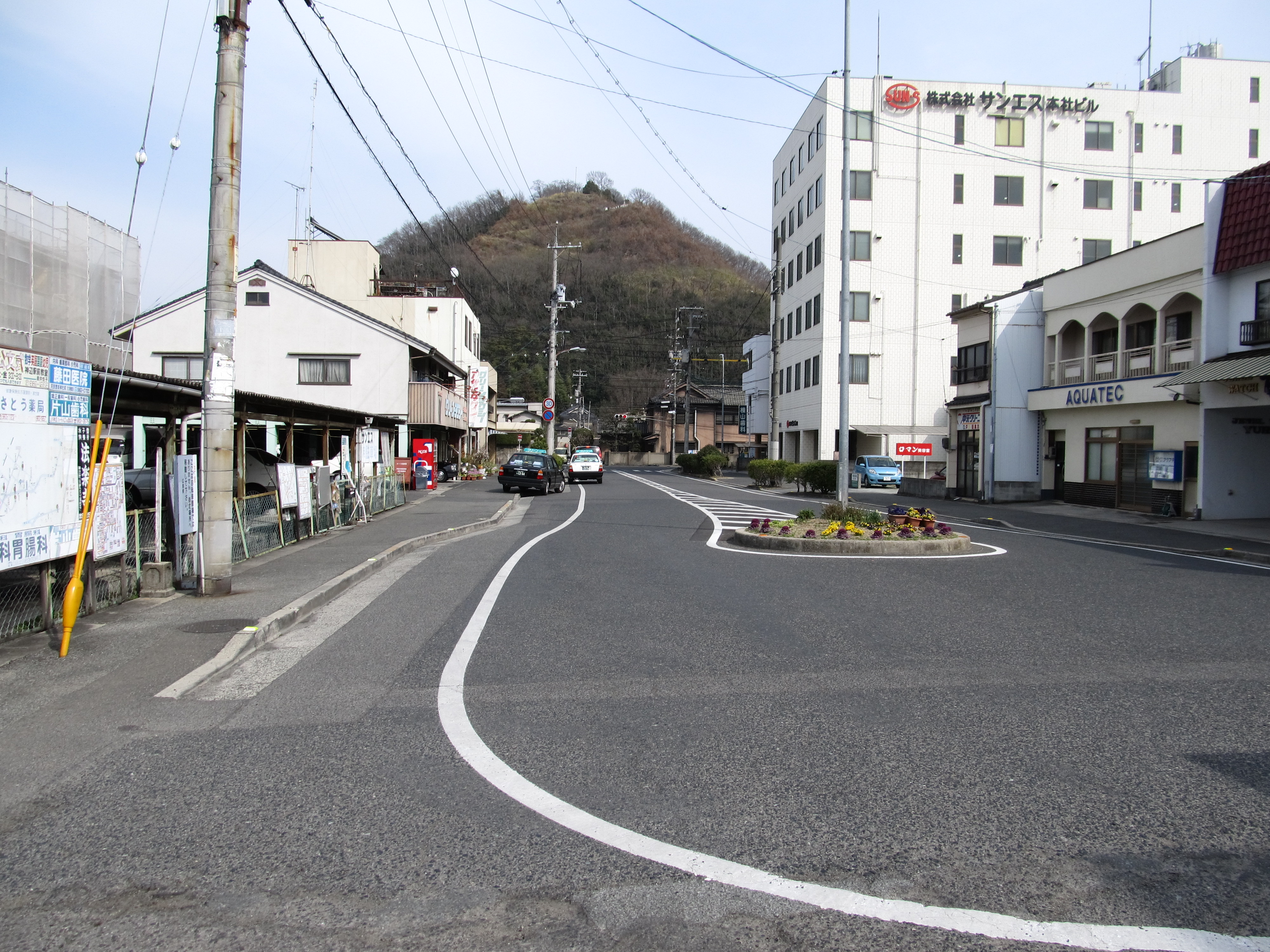
神辺停車場線全景（起点側より撮影）

### 通過する自治体
- 広島県
  - 福山市

### 交差する道路
| 交差する道路                      | 交差する場所   | 交差する場所            |
| --------------------------------- | -------------- | ----------------------- |
| 国道313号 広島県道390号三谷神辺線 | 神辺町大字川南 | 神辺駅入口交差点 / 終点 |

### 沿線
- JR西日本福塩線・井原鉄道井原線神辺駅